# CROWS

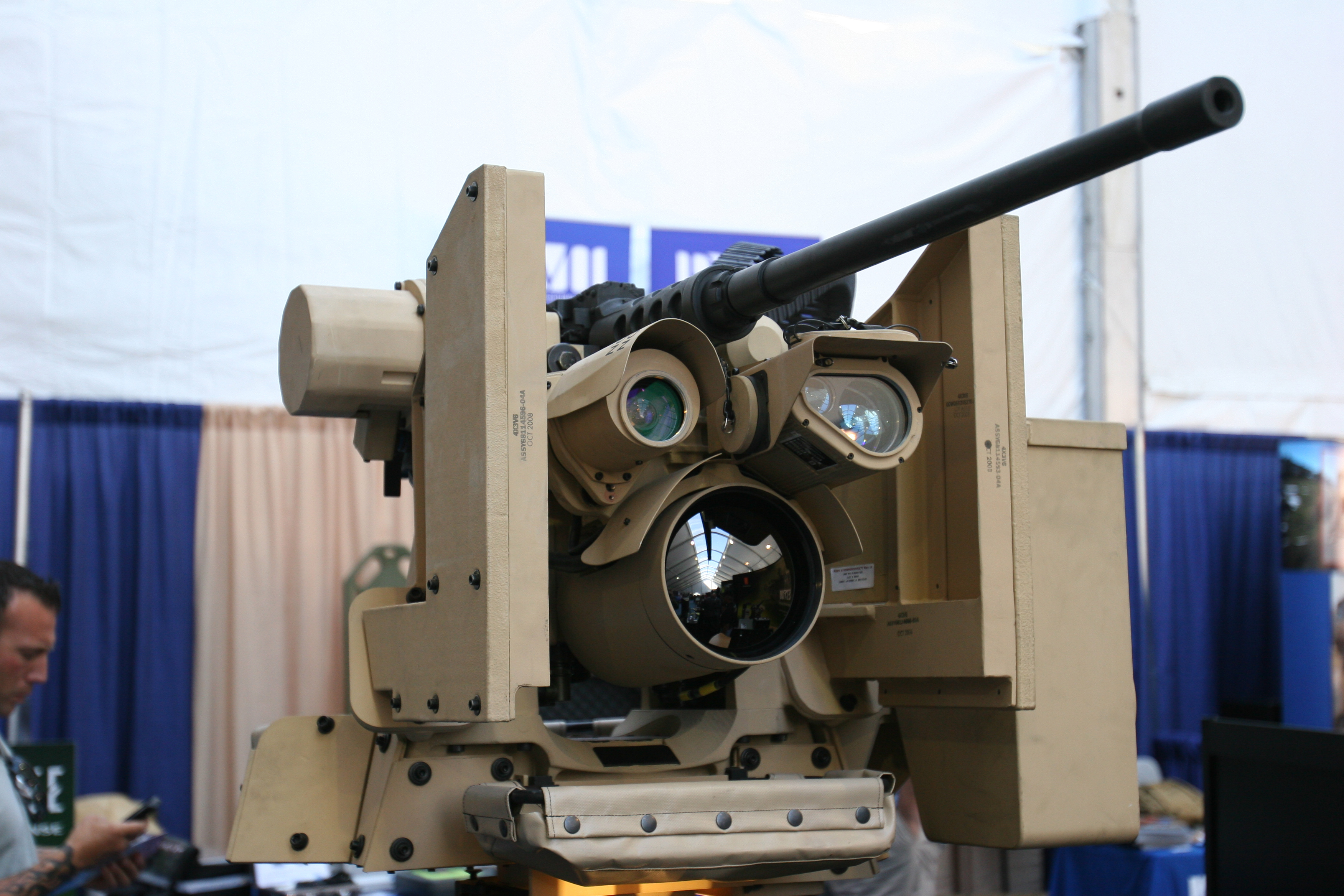
Дистанционно управляемый боевой модуль (CROWS)

Стандартный дистанционно управляемый боевой модуль (CROWS) (англ. Common Remotely Operated Weapon Station) — общее название боевых модулей с дистанционным управлением. 
Модуль с дистанционным управлением позволяет наводчику оружия обнаруживать цели и вести по ним огонь, не покидая укрытия. На вооружении армии США стоят системы M101 CROWS и M153 CROWS II.

## Обзор

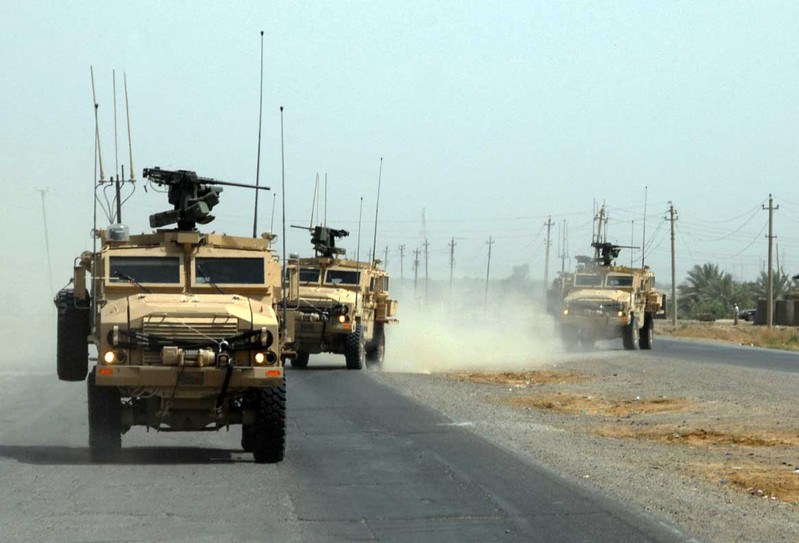
Конвой броневиков RG-33 с модулями CROWS.
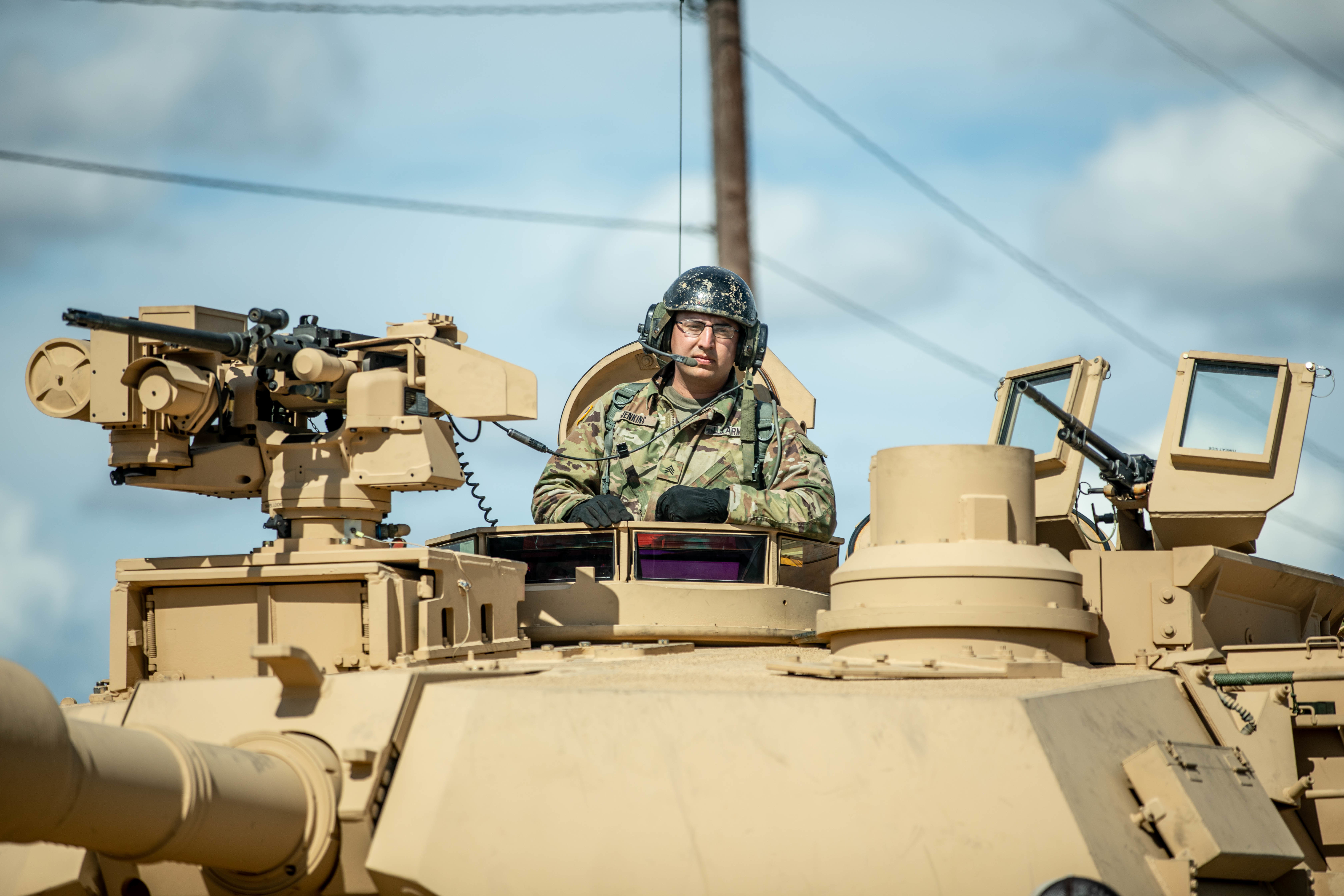
CROWS-LP на танке M1A2 SEP V3 Abrams.

Модуль CROWS позволяет наводчику обнаруживать и поражать цели, не покидая укрытия: бронированной машины, рубки корабля и тому подобное. Может быть установлен на различные транспортные платформы; поддерживает гранатомет Mk 19 и пулемёты 12,7-мм M2, 7,62-мм M240, M240B и 5,56-мм M249. Модуль состоит из двух частей: платформы, крепящейся к внешней стороне транспортного средства и системы управления. Стабилизированная платформа позволяет вести обстрел на 360 ° по горизонту и от -20 ° до + 60 ° по вертикали. В комплект прицела входят видеокамера дневного  освещения, тепловизор и лазерный дальномер. Прицел оснащен интегрированной системой управления огнем, обеспечивающей баллистическую коррекцию. Вес боевого модуля варьируется в зависимости от вооружения: 74 кг в легком варианте,  135 кг — в стандартном, включая морскую версию и 172 кг для версии CROWS II.
Система управления устанавливается внутри автомобиля (за сиденьем водителя в случае броневика Хамви). Включает в себя дисплей и джойстик для дистанционного управления оружием. Модуль позволяет боевому расчету обнаруживать и поражать цели, находясь под защитой брони. Система наблюдения модуля позволяет обнаруживать и идентифицировать цели на дистанции до 1500 м. Внешняя платформа поглощает около 85% отдачи оружия, что обеспечивает 95% попаданий, а также позволяет автоматически отслеживать цели, движущиеся со скоростью до 40 км/час.   Стоимость модуля CROWS составляет около 190 тыс. долл за единицу.

## Боевое применение
- По сообщению властей Ирана, убийство физика-атомщика Мохсена Фахризаде (27 ноября 2020 года) было совершено с применением пулеметной установки с дистанционным управлением и наведением через спутниковую систему связи[5].